# Vittorio Goretti
Vittorio Goretti é um astrônomo italiano e prolífico descobridor de asteroides.
O asteroide 7801 Goretti foi assim nomeado em sua homenagem.
No dia 3 de outubro de 1996, Vittorio descobriu o asteróide 16761 Hertz.